# 梅甘·安德森
梅甘·安德森（英語：Megan Anderson，1974年11月9日—），生于新南威尔士州，澳大利亚女子篮网球运动员。她曾代表澳大利亚国家队参加2006年英联邦运动会篮网球比赛，获得一枚银牌。